# Liste der denkmalgeschützten Objekte in Obertraun
Die Liste der denkmalgeschützten Objekte in Obertraun enthält die 7 denkmalgeschützten, unbeweglichen Objekte der Gemeinde Obertraun im oberösterreichischen Bezirk Gmunden.

## Denkmäler
| Foto |                 | Denkmal                                                               | Standort                                | Beschreibung | Metadaten |
| ---- | --------------- | --------------------------------------------------------------------- | --------------------------------------- | --- | --- |
| ja   | Datei hochladen | Evangelisches Schul- und Bethaus HERIS-ID: 67637 Objekt-ID: 80611     | Obertraun 10 Standort KG: Obertraun     | Das Schul- und Bethaus ist eines der ältesten Häuser von Obertraun und befindet sich auf einer Anhöhe im alten Ortszentrum. Pfarrer Friedrich von Sattler wirkte ab 1906 im Bethaus in Obertraun, nachdem das alte evangelische Schulhaus umgebaut worden war.                                                             | BDA-Hist.: Q23541754 Status: § 2a Stand der BDA-Liste: 2025-06-30 Name: Evangelisches Schul- und Bethaus GstNr.: .141 Evangelisches Bethaus Obertraun            |
| ja   | Datei hochladen | Wohnhaus, Ehem. Benefiziatenwohnhaus HERIS-ID: 67640 Objekt-ID: 80614 | Obertraun 12 Standort KG: Obertraun     | | BDA-Hist.: Q38117322 Status: § 2a Stand der BDA-Liste: 2025-06-30 Name: Wohnhaus, Ehem. Benefiziatenwohnhaus GstNr.: .134                                        |
| ja   | Datei hochladen | Schloss Grub samt Nebengebäuden HERIS-ID: 34827 Objekt-ID: 33230      | Obertraun 67 Standort KG: Obertraun     | Das Schloss wurde 1522 an der Stelle eines Bauernhauses namens „Gut in der Grub“ erbaut und 1868 historistisch umgestaltet. Es steht mittlerweile in Privatbesitz und ist nur von außen zu besichtigen. | BDA-Hist.: Q14912597 Status: Bescheid Stand der BDA-Liste: 2025-06-30 Name: Schloss Grub samt Nebengebäuden GstNr.: .192/3, .193, 437/1 Schloss Grub (Obertraun) |
| ja   | Datei hochladen | Seilbahnstation, Gjaidalmbahnstation HERIS-ID: 67676 Objekt-ID: 80651 | Winkl 24 Standort KG: Obertraun         | | BDA-Hist.: Q38117359 Status: § 2a Stand der BDA-Liste: 2025-06-30 Name: Seilbahnstation, Gjaidalmbahnstation GstNr.: .257                                        |
| ja   | Datei hochladen | ÖBB Haltestelle Hallstatt HERIS-ID: 45933seit 2023                    | bei Obertraun 89 Standort KG: Obertraun | | BDA-Hist.: Q111166813 Status: Bescheid Stand der BDA-Liste: 2025-06-30 Name: ÖBB Haltestelle Hallstatt GstNr.: 454/66 Bahnhof Hallstatt                          |
| ja   | Datei hochladen | Wehrgrabenbrücke HERIS-ID: 113627 Objekt-ID: 131989seit 2021          | bei Obertraun 89 Standort KG: Obertraun | Die vernietete Stahlkonstruktion auf Stampfbetonwiderlagern wurde von der Generaldirektion der Bundesbahnen Österreich (BBÖ) geplant und in den Jahren 1928-1929 ausgeführt. Anmerkung: liegt teilweise in Bad Goisern, Koordinaten an der Gemeindegrenze                                                                  | BDA-Hist.: Q105672663 Status: Bescheid Stand der BDA-Liste: 2025-06-30 Name: Wehrgrabenbrücke GstNr.: 524/139, 454/64, 454/66                                    |
| ja   | Datei hochladen | Kath. Pfarrkirche Hl. Dreifaltigkeit HERIS-ID: 67635 Objekt-ID: 80609 | bei Obertraun 91 Standort KG: Obertraun | Die Kirche (Hl. Dreifaltigkeit) wurde 1770 von Kaiserin Maria Theresia gestiftet und 1771 erbaut. Ausgeführt ist der Sakralbau als tonnengewölbte Saalkirche mit 3/8 Chor und einem Dachreiter auf der Westseite. Zwei Bilder (hl. Hieronymus und hl. Johannes d.T.) stammen von Johann Georg Dominikus Grasmair, um 1740. | BDA-Hist.: Q16855659 Status: § 2a Stand der BDA-Liste: 2025-06-30 Name: Kath. Filialkirche Hl. Dreifaltigkeit GstNr.: .132/1 Pfarrkirche Obertraun               |